# Colubrina johnstonii
Colubrina johnstonii är en brakvedsväxtart som beskrevs av T. Wendt. Colubrina johnstonii ingår i släktet Colubrina och familjen brakvedsväxter. Inga underarter finns listade i Catalogue of Life.